# ريتشارد كايلي
ريتشارد كايلي (بالإنجليزية: Richard Kiley)‏ (و. 1922 – 1999 م) هو ممثل مسرحي، وممثل أفلام، وممثل تلفزي أمريكي، ولد في شيكاغو، توفي عن عمر يناهز 77 عاماً، بسبب سرطان.

## التعليم
تعلم في جامعة لويولا شيكاغو.

## جوائز وترشيحات
حصل على جوائز منها:
- جائزة توني عن فئة أفضل ممثل في مسرحية موسيقية  [لغات أخرى]‏ (1966)
- جائزة توني عن فئة أفضل ممثل في مسرحية موسيقية  [لغات أخرى]‏ (1959)
- جائزة المسرح العالمي (1953).[3]

ترشح لـ:
- جائزة توني لأفضل ممثل في مسرحية  [لغات أخرى]‏ (1987)
- جائزة توني عن فئة أفضل ممثل في مسرحية موسيقية  [لغات أخرى]‏ (1962).

## وصلات خارجية
- ريتشارد كايلي على موقع IMDb (الإنجليزية)
- ريتشارد كايلي على موقع ألو سيني (الفرنسية)
- ريتشارد كايلي على موقع ميوزك برينز (الإنجليزية)
- ريتشارد كايلي على موقع أول موفي (الإنجليزية)
- ريتشارد كايلي على موقع قاعدة بيانات برودواي على الإنترنت (الإنجليزية)
- ريتشارد كايلي على موقع قاعدة بيانات الأفلام السويدية (السويدية)
- ريتشارد كايلي على موقع إن إن دي بي (الإنجليزية)
- ريتشارد كايلي على موقع ديسكوغز (الإنجليزية)
- ريتشارد كايلي على موقع قاعدة بيانات الفيلم (الإنجليزية)
- ريتشارد كايلي على موقع كينوبويسك (الروسية)